# 以色列足球乙級聯賽
以色列足球乙級聯賽（Liga Alef，希伯來語：‎）是以色列足球協會组织的职业足球联赛，通常简称“以乙”，是以色列足球聯賽系統中的第三級別聯賽。

## 外部連結
- Israel Football AssociationArchive.today的存檔，存档日期2012-07-23